# Ademar Aparecido Xavier Júnior
Ademar Aparecido Xavier Júnior (n. 8 ianuarie 1985, Arapongas, Paraná), cunoscut ca Ademar Xavier, Xavier Ademar sau simplu Ademar, este un fotbalist brazilian care în prezent evoluează la clubul FC Tiraspol în Divizia Națională, pe postul de mijlocaș.

## Palmares
Vitória de Setúbal
- Liga de Honra

Locul 2 (1): 2007/2008
Milsami Orhei
- Cupa Moldovei (1): 2011–12
- Supercupa Moldovei (1): 2012–13

Zimbru Chișinău
- Cupa Moldovei (1): 2013–14